# Mazalinos
Mazalinos es una localidad española del municipio de Solana de Ávila, perteneciente a la provincia de Ávila, en la comunidad autónoma de Castilla y León. En 2012 tenía una población de 18 habitantes.

## Historia
Hacia mediados del siglo XIX, el lugar tenía contabilizadas 10 casas. Aparece descrito en el decimoprimer volumen del Diccionario geográfico-estadístico-histórico de España y sus posesiones de Ultramar de Pascual Madoz de la siguiente manera:

MAZALINOS: barrio en la prov. de Avila, part. jud. del Barco de Avila, térm. jurisd. y uno de los que componen el l. de Zarza, en cuyo pueblo estan incluidas las circunstancias de su localidad, pobl. y riqueza. (V.) Tiene 10 casas.
(Madoz, 1848, p. 318)

## Demografía
| Gráfica de evolución demográfica de Mazalinos entre 2000 y 2023               |
|                                                                               |
| Población (2000-2012) según el nomenclátor de unidades poblacionales del INE. |